# Francesco Graziani
Pour le peintre italien, voir Francesco Graziani (peintre).
Pour les articles homonymes, voir Graziani.
Francesco "Ciccio" Graziani  est un footballeur italien, reconverti en entraîneur, né le 16 décembre 1952 à Subiaco.

## Biographie

### En club
Graziani naît à Subiaco dans la Province de Rome. Il commence sa carrière comme attaquant dans le club d'Arezzo. Ayant rejoint le Torino en 1973, il s'impose rapidement et fait partie de la fameuse équipe qui remporte le septième scudetto de l'histoire du club au cours de la saison 1975-1976. À la fin de la saison 1976-1977 et alors que son club termine à la seconde place derrière la Juventus, il finit meilleur buteur du championnat avec 21 réalisations. 
Après 8 saisons et 221 matches (97 buts) sous le maillot du Torino, il s'engage avec la Fiorentina au cours de l'été 1981. Il reste deux ans à Florence, marquant 14 buts en 54 matchs, avant de rejoindre la capitale et de signer pour la Roma. Avec ce club, il remporte son deuxième trophée national,la Coupe d'Italie 1984 (remportée face à l'Hellas Vérone sur le score de 1-1 puis 1-0). Sur la scène continentale, il échoue avec son club en finale de la Coupe des clubs champions 1983-1984, face à Liverpool, ratant lui-même son penalty lors de la séance du même nom (1-1 2-4 aux tirs au but).
À la fin de la saison 1985-1986, il part dans le Frioul et signe pour l'Udinese. Il ne joue que 33 matches en deux saisons avant d'arrêter définitivement sa carrière au cours de l'année 1988. En 18 ans de carrière professionnelle, il aura disputé 353 matches de championnat et inscrit la bagatelle de 130 buts.

### En équipe d'Italie
Graziani reçoit sa première sélection le 19 avril 1975 à l'occasion d'un match qualificatif de l'Euro 1976 disputé à Rome face à la Pologne (0-0). Il évolue alors au Torino. Il attend seulement sa cinquième cape pour pouvoir inscrire son premier but sous le maillot de la squadra lors d'une rencontre amicale le 7 avril 1976 contre le Portugal (3-1). 
Graziani fait partie du groupe italien disputant la Coupe du monde 1978 en Argentine. Il dispute 3 rencontres, ne marque pas et termine au pied du podium avec son équipe. Quatre ans plus tard et après avoir disputé la phase finale de l'Euro 1980 en Italie, c'est la consécration puisqu'il fait partie de la Squadra Azzurra qui remporte la Coupe du monde 1982 en Espagne. Au cours de ce tournoi, il est titulaire sur le front de l'attaque italienne aux côtés de Paolo Rossi, Marco Tardelli ou Bruno Conti. Inscrivant notamment un but décisif lors du match nul au premier tour face au Cameroun (1-1), il participe aux sept matches des Champions du Monde. En Finale face à la RFA, il cède sa place dès la 7e minute à Alessandro Altobelli. 
Graziani reçoit sa dernière sélection face à la Suède (1-3) le 29 mai 1983. Avec 23 buts en 64 capes, il est à l'heure actuelle, le neuvième meilleur buteur de l'Équipe d'Italie.

### Entraîneur
À la suite de son retrait des terrains, il décide de devenir entraîneur, mais ses débuts sont difficiles. Prenant les rênes de la Fiorentina en 1989, il entraîne ensuite la Reggina en 1990 avant de diriger Avellino en 1990. 
Après une longue pause de neuf ans, et après être devenu manager sportif de Catane en Serie C1, Graziani est sollicité pour devenir entraîneur de l'équipe première qu'il parvient à faire accéder à l'échelon supérieur en Serie B à l'issue de la saison 2002-2003. La saison suivante, il est remercié au bout de 9 matches et rebondit à Montevarchi, qui évolue en Serie C2 italienne durant la saison 2003-2004. Mais il est rapidement remercié avant la fin de cette même saison. 
De 2004 à 2006, il est l'entraîneur de l'équipe d'A.S.D. Cervia 1920 (Émilie-Romagne) évoluant en Liga Eccellenza, le 6e échelon national. Cette équipe d'amateurs, fait l'objet d'une émission de télé réalité, Campioni – Il Sogno. Graziani, connu pour son caractère volcanique, parvient alors à mener son équipe à l'accession à la Serie D.
Francesco Graziani collabore actuellement avec Mediaset, grand groupe privé de communication italien. Son fils Gabriele est aussi footballeur et évolue comme attaquant au sein de l'équipe de Mantoue, actuellement en Ligue Pro Deuxième Division.

## Carrière

### Joueur
- 1970-1973 : US Arezzo  Italie
- 1973-1981 : Torino Calcio  Italie
- 1981-1983 : AC Fiorentina  Italie
- 1983-1986 : AS Rome  Italie
- 1986-1988 : Udinese Calcio  Italie
- 1988 : APIA Leichhardt  Australie

### Entraîneur
- 1989-1990 : AC Fiorentina  Italie
- 1990 : Ascoli Calcio 1898  Italie
- 1990-1991 : Reggina Calcio  Italie
- 1991-1992 : US Avellino  Italie
- 2001-2002 : Calcio Catane  Italie
- 2003-2004 : Montevarchi Calcio Aquila 1902  Italie
- 2004-2006 : AS Cervia 1920  Italie
- 2013 : Vigevano Calcio (17 ans)  Italie

## Palmarès
- 64 sélections et 23 buts avec l'équipe d'Italie entre 1975 et 1983[1].
- Vainqueur de la Coupe du monde 1982 avec l'Italie
- Champion d'Italie en 1976 avec le Torino
- Vainqueur de la Coupe d'Italie en 1984 et 1986 avec l'AS Rome
- Meilleur buteur du Championnat d'Italie 1976-1977 (21 buts)